# En cavale (album)
Pour les articles homonymes, voir En cavale.
Albums de Pomme
À peu près
(2017)
Singles
1. J'suis pas dupe
Sortie : 29 juin 2015

En cavale est le premier EP de la chanteuse Pomme, sorti le 1er janvier 2016 chez Polydor Records. Il est produit par Yann Arnaud. Son premier extrait, J'suis pas dupe, est sorti le 29 juin 2015.

## Liste des pistes
| 1.    | J'suis pas dupe | 3:23 |
| 2.    | En cavale       | 5:50 |
| 3.    | Sans toi        | 3:03 |
| 4.    | Jane & John     | 2:38 |
| 15:54 |                 |      |

## Crédits
Crédits adaptés à partir des notes de En cavale,.

### Musiciens
- Pomme - chant, violoncelle (piste 1), chœurs (pistes 1 et 2)
- Olivier Marguerit - basse, piano (pistes 1, 3 et 4), synthétiseur (pistes 1 et 3) , orgue (pistes 2 et 4), chœurs (piste 2), trompette (piste 3)
- Sammy Decoster - guitare, banjo (pistes 1 et 4), chœurs (piste 2)
- Jean Thevenin - batterie, percussions
- Jan Ghazi - guitare (piste 4)
- Victor Roux - compositeur (pistes 1 et 4)

### Conception
- Frank Loriou - conception
- Lucie Sassiat - photographie

### Production
- Yann Arnaud - production, mixage (piste 3), enregistrement
- Jean-Dominique Grossard - enregistrement supplémentaire
- Antoine Chabert - maîtrise, ingénierie

### Enregistrement
- Enregistré aux Studios La Frette, Melodium Studio et Studio Polydor
- Mixé aux Studios La Frette et Melodium Studio
- Masterisé chez Translab
- Produit aux Studios La Frette et Melodium Studio